# Pedra Azul (tiểu vùng)
Pedra Azul là một tiểu vùng thuộc bang Minas Gerais, Brasil. Tiều vùng này có diện tích 5069 km², dân số năm 2007 là 83651 người.